# Hendrik Jacob Carel Johan van Heeckeren van Enghuizen
Pour les articles homonymes, voir Van Heeckeren.
Le baron Hendrik Jacob Carel Johan van Heeckeren van Enghuizen, né à Zutphen le 6 décembre 1785 et mort à Arnhem le 19 mai 1862, est un militaire et homme politique néerlandais.
- Aide de camp de Guillaume Ier des Pays-Bas
- Membre de la première Chambre des États généraux (1848-1850)

## Distinctions
- Chevalier de l'ordre du Lion néerlandais

## Sources
- (nl) Sa fiche sur parlement.com